# Торопов, Евгений Васильевич
Евге́ний Васи́льевич Торопов (род. 31 августа 1937, Андижан, Узбекская ССР, СССР (ныне Узбекистан)) — советский и российский учёный, доктор технических наук (1980), профессор (1982, МГМИ). Заслуженный деятель науки Российской Федерации (1994), Изобретатель СССР.

## Биография
Родился 31 августа 1937 в Андижане Узбекской ССР. В 1960 году окончил Уральский политехнический институт, после чего устроился на работу инженером на Магнитогорский металлургический комбинат (ММК), и дошёл до руководителя теплотехнической лаборатории ЗЛМТ. В 1967 году защитил кандидатскую диссертацию на тему «К вопросу интенсификации процесса нагрева доменного дутья в регенеративных воздухонагревателях».
В 1970 году уходит из ММК и занимается преподавательской деятельностью: сначала в Магнитогорском горно-металлургическом институте (кафедра «Теплоэнергетика и металлургические печи»): с 1972 года — доцент, с 1982 года — профессор.
В 1979 году защитил докторскую диссертацию на тему «Динамика тепло-массообмена в процессах получения и применения в доменном производстве высокотемпературного дутья»
В 1985 в связи с избранием по конкурсу, переведён на работу в Челябинский политехнический институт (ЧПИ) на должность заведующего кафедрой промышленной теплоэнергетики (1985—2013). В 1986—1999 годах — декан энергетического факультета ЧПИ-ЧГТУ-ЮУрГУ.

## Научная деятельность
Сфера научных интересов — динамика и устойчивость процессов горения и теплообмена в тепловых агрегатах теплоэнергетики и металлургии, оптимизация процессов газодинамики и теплообмена в каналах сложной формы, теплофизика и экология промышленных процессов. В докторской диссертации решал проблемы динамики и устойчивости тепломассообменных процессов в высокотемпературных теплообменниках.
Научный руководитель 22 кандидатов наук, 4 докторов наук. Автор более 450 научных трудов, из которых 6 монографий, 1 учебник; получил более 40 авторских свидетельств и патентов на изобретения.
Член диссертационного совета Д 212.285.07 по защите докторских и кандидатских диссертаций при Уральском федеральном университете имени первого Президента России Б. Н. Ельцина, г. Екатеринбург по специальностям: Технические науки: 01.04.14 — Теплофизика и теоретическая теплотехника, 05.04.12 — Турбомашины и комбинированные турбоустановки, 05.14.04 — Промышленная теплоэнергетика, 05.14.14 — Тепловые электрические станции, их энергетические системы и агрегаты (1985—2019).
Член диссертационного совета Д 212.298.01 по защите докторских и кандидатских диссертаций при Южно-Уральском государственном университете, г. Челябинск по специальностям: Технические науки: 05.16.01 — Металловедение и термическая обработка металлов (технические науки), 05.16.02 — Металлургия черных, цветных и редких металлов (технические науки), 05.16.05 — Обработка металлов давлением.

### Должности
- Профессор кафедры «Теплоэнергетика и металлургические печи» энергетического факультета Магнитогорского горно-металлургического института (1982—1985).
- Заведующий кафедрой, профессор кафедры промышленной теплоэнергетики энергетического факультета Южно-Уральского государственного университета (Политехнического института) (1985—2013).
- Профессор кафедры промышленной теплоэнергетики энергетического факультета Южно-Уральского государственного университета (2013—2018).
- Член редколлегии журнала «Вестник ЮУрГУ», сер. «Энергетика»
- Член редколлегии международного научно-технического журнала «Известия высших учебных заведений и энергетических объединений СНГ. Энергетика» (Минск).
- Декан энергетического факультета ЧПИ-ЮУрГУ (1986—1999).
- Руководитель группы технологических вопросов и оценки аварийных ситуаций в государственной экспертизе по Южно-Уральской АЭС (1989, Москва).
- Дважды руководитель государственной экологической экспертизы по заводу «Термоэкология», Челябинск (1997—2000).
- Руководитель программы «Энергетический менеджмент» в Челябинске в рамках международной программы «TACIS» (1993).
- Председатель научного совета «Энергетика, диагностика и управление энергосбережением» Челябинского научного центра УрО РАН,
- Действительный член Академии инженерных наук им. А. М. Прохорова,
- Председатель Челябинского территориального научного центра Академии инженерных наук им. А. М. Прохорова (1993—2010),
- Член совета Учебно-методического объединения вузов РФ по образованию в области энергетики и электротехники (Москва; 1987—2014)[1].

## Основные работы
- Тепловые процессы в технологических системах: Учеб. пособие для студентов заоч. отд-ния спец. 0501 / Е. В. Торопов; Челяб. политехн. ин-т им. Ленинского комсомола, Каф. пром. теплоэнергетики. - Челябинск: ЧПИ, 1987. - 63,[1] с.: ил.; 20 см.
- Динамические процессы в системах горения топлива промышленных установок : монография / Торопов Е. В., Шашкин В. Ю. ; М-во образования и науки Российской Федерации, Федеральное агентство по образованию, Южно-Уральский гос. ун-т, Каф. "Пром. теплоэнергетика". - Челябинск : Изд. центр ЮУрГУ, 2009. - 185, [1] с. : ил.; 21 см.; ISBN 978-5-696-03961-9
- Газификация и пиролиз твердого топлива на теплоэлектростанциях [Текст] : учебное пособие / Е. В. Торопов, Л. Е. Лымбина ; М-во образования и науки Российской Федерации, Южно-Уральский гос. ун-т, Каф. "Промышленная теплоэнергетика". - Челябинск : Изд. центр ЮУрГУ, 2016. - 65, [1] с. : ил., табл.; 20 см.

## Признание и награды
- Орден «Знак Почёта» (1984);
- Заслуженный деятель науки и техники Российской Федерации (30 декабря 1994)[5] — за заслуги в научной деятельности
- Почётный работник высшего профессионального образования РФ (2007);
- Медаль «Ветеран труда»;
- Нагрудный знак «Изобретатель СССР»;
- Бронзовая медаль ВДНХ[1][4].